# مقاطعة فولوغدا
فولوغدا أوبلاست هي إحدى الكيانات الفدرالية في روسيا. وتحوي المدن والقرى التالية: بابييفو،
بيلوزيرسك،
تشيريبوفيتس،
غريازوفيتس،
كادنيكوف،
خاروفسك،
كيريلوف،
كراسافينو،
نيكولسك،
سوكول، فولوغدا أوبلاست،
توتما،
أوستيوجنا،
فيليكي أوستيوغ،
فولوغدا،
فيتيغرا

## معرض صور

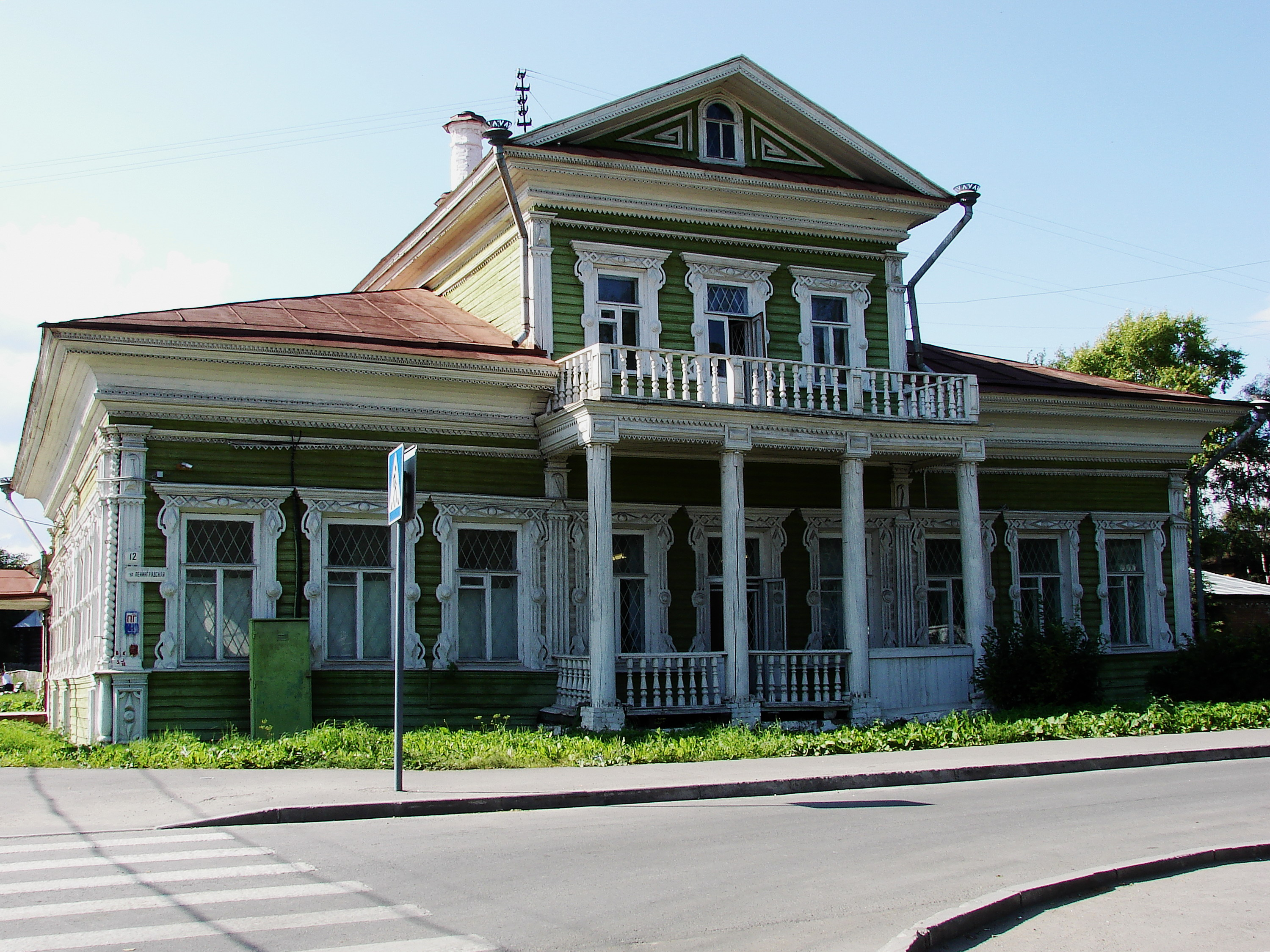
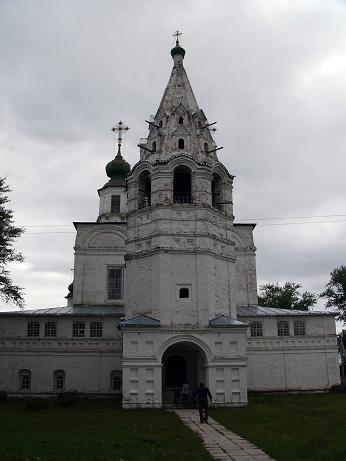
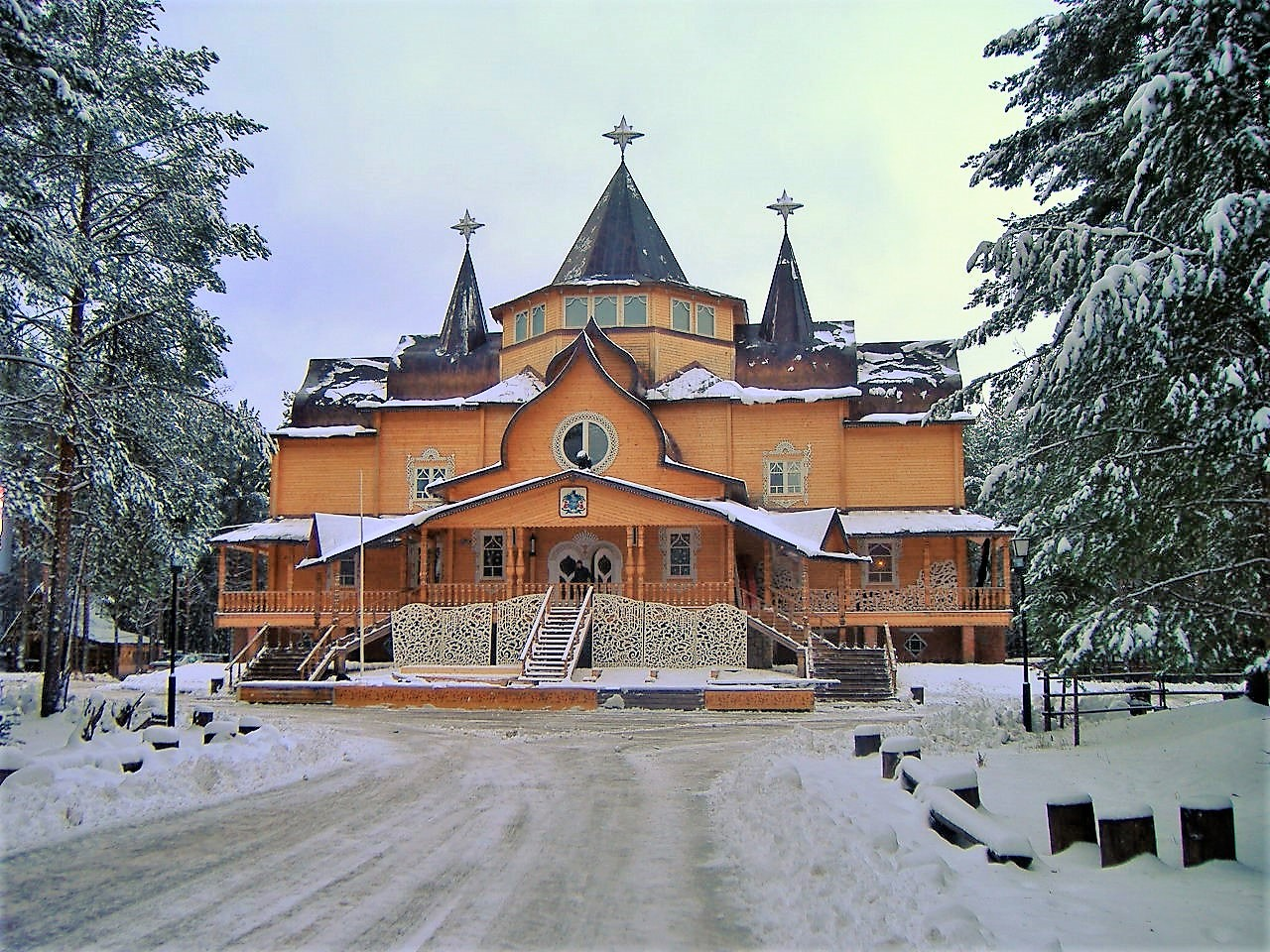